# Premium-Cola
Premium-Cola is een Duits colamerk dat werd opgericht in Hamburg in 2001 door een collectief van liefhebbers van een ander Duits colamerk, Afri-Cola.
het collectief, genaamd "Interessengruppe Premium", begon een twee jaar durende protestcampagne tegen de gewijzigde receptuur van Afri-cola. Dit merk uit 1931 was kort daarvoor (in 1999) overgenomen door Mineralbrunnen Überkingen-Teinach AG. Dit bedrijf voerde daarna in alle stilte een receptwijziging door: de nieuwe Afri-cola bevatte beduidend minder cafeïne en de kenmerkende sterke smaak was wat milder geworden. Men wilde daarmee proberen meer consumenten aan te spreken.
De protesten van "Interessengruppe Premium" leidden weliswaar tot enige aandacht, maar enig succes wat Afri-Cola betreft bleef uit. Daarom begonnen ze met het produceren van een drank volgens de oorspronkelijke receptuur van Afri-Cola die ze "Premium-Cola" doopten.
Om een rechtszaak door Mineralbrunnen AG te voorkomen, moest één ingrediënt in 2004 worden veranderd: men gebruikte vanaf dat moment fosforzuur in plaats van appelzuur. Deze wijziging had geen enkele invloed op de smaak, maar betekende wel een nieuwe aanpak en houding voor het collectief: men richtte zich niet langer op Afri-cola.
Premium-Cola is geen bedrijf en behoeft geen enkele winst te halen. Men heeft geen kantoor, geen salaris en geen baas. Alle leden van het collectief verdienen hun brood elders en brouwen Premium-Cola bij wijze van hobby. Besluitvorming wordt collectief gedaan en adverteren doet men nauwelijks. Aan de binnenzijde van de etiketten worden afbeeldingen van kunst afgedrukt.
Het collectief houdt terdege rekening met de wijze waarop het merk wordt gepresenteerd. De aandacht wordt gericht op handelen binnen de economie en dus niet op uitbreiding. Premium-Cola wordt alleen verkocht in geselecteerde verkooppunten, waarbij geldt dat de filosofie overeen moet komen met die van het collectief.